# Pouzolzia ceramica
Pouzolzia ceramica är en nässelväxtart som beskrevs av Carl Ludwig von Blume. Pouzolzia ceramica ingår i släktet Pouzolzia och familjen nässelväxter. Inga underarter finns listade i Catalogue of Life.